# فرانک دیکاتر
فرانک دیکاتر (انگلیسی: Frank Dikötter؛ زادهٔ ۱۹۶۱ (۶۳–۶۴ سال)) یک تاریخ‌نگار اهل هلند است. بیشتر فعالت‌های تاریخی او بر روی تاریخ معاصر چین و شخص مائو تسه‌تونگ است که به خاطر نگاشتن کتاب قحطی بزرگ مائو در سال ۲۰۱۱ برنده جایزه ادبیات غیر استانی ساموئل جانسون شد. اوهمچنین در گذشته یکی از استادان دانشکدهٔ مطالعات مشرق زمین و آفریقا در دانشگاه لندن بوده است. او هم‌اکنون یکی از استادان دانشگاه هنگ کنگ است.

## جوایز
- ۲۰۱۱: جایزه ادبی ساموئل جانسون برای کتاب Mao's Great Famine